# 올리브 텔

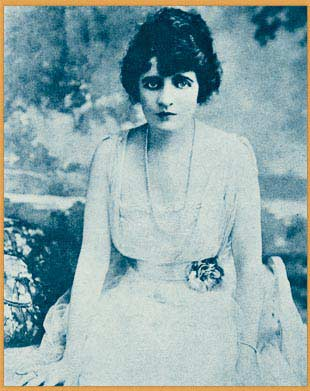

올리브 텔(Olive Tell, 1894년 9월 27일 ~ 1951년 6월 6일)은 미국의 배우, 연극 배우, 영화배우이다.
뉴욕에서 태어났으며 뉴욕에서 사망하였다.

## 영화
- 베이이 테이크 어 보우 (1934년)
- 위칭 아워 (1934년)
- 진홍의 여왕 (1934년)